# Witold Klaus
Witold Antoni Klaus (ur. 25 listopada 1976) – polski prawnik i kryminolog, doktor habilitowany nauk prawnych, profesor nadzwyczajny Instytutu Nauk Prawnych Polskiej Akademii Nauk.

## Życiorys
Absolwent Wydziału Prawa i Administracji Uniwersytetu Warszawskiego (2000). Kształcił się podyplomowo w Szkole Praw Człowieka Helsińskiej Fundacji Praw Człowieka oraz w studium ewaluacji programów społecznych w Instytucie Socjologii UW. W 2008 w Instytucie Nauk Prawnych PAN pod kierunkiem Ireny Rzeplińskiej obronił pracę doktorską pt. Wymiar sprawiedliwości wobec nieletnich sprawców czynów zabronionych poniżej 13 roku życia. W 2017 uzyskał habilitację po obronie rozprawy pt. Przemoc ze strony najbliższych w doświadczeniach życiowych uchodźczyń. Analiza kryminologiczna.
W pracy naukowej zajął się problematyką kryminologii, praw człowieka, badań nad migracjami. Został profesorem nadzwyczajnym INP PAN, pracował również w Ośrodku Badań nad Migracjami UW. Odbył staż naukowy w Max Planck Institute for Foreign and International Criminal Law, był też stypendystą British Academy i rządu Stanów Zjednoczonych, a także kierownikiem kilku grantów badawczych. Za pracę doktorską otrzymał II nagrodę w XLIV Ogólnopolskim Konkursie „Państwa i Prawa”, wyróżniony też Społecznym Noblem 2008 przez Fundację Ashoka.
Został wybrany na członka Komitetu Badań nad Migracjami (w kadencji 2019–2022) i Komitetu Nauk Prawnych PAN (w kadencji 2020–2023). Wszedł w skład rady naukowej czasopisma „Biuletyn Polskiego Towarzystwa Kryminologicznego im. prof. Stanisława Batawii” oraz został sekretarzem wydającej je organizacji. Od 2005 do 2019 był prezesem Stowarzyszenia Interwencji Prawnej, działał także w Szkole Sprawiedliwości Naprawczej i Polskim Stowarzyszeniu dla Edukacji Prawnej.
W 2014 otrzymał Złoty Krzyż Zasługi.